# CRL Group
CRL Group plc (ou CRL) est une défunte entreprise britannique d'édition et de développement de jeux vidéo fondée en 1982. CRL est le sigle de « Computer Rentals Limited ». C'est sous ce dernier nom qu'ont été édités les premiers jeux de CRL Group. L'entreprise basée à King's Yard à Londres est dirigée par Clem Chambers jusqu'à sa liquidation.
CRL est connu pour avoir édité un certain nombre de jeux vidéo d'horreur, dont les premières aventures textuelles inspirées de romans d'épouvante, tels que Dracula, Frankenstein, Jack the Ripper (en) et Wolfman (en). Dracula est le premier jeu évalué par le British Board of Film Censors (BBFC). Lors de leur sortie, Dracula et Frankenstein sont interdits aux moins de 15 ans par le BBFC pour leurs représentations graphiques des scènes sanglantes. Jack the Ripper (Jack l'Éventreur) est le premier jeu à être interdit aux moins de 18 ans. Wolfman subit la même interdiction.
CRL-published game a obtenu des critiques favorables pour Tau Ceti et pour Academy (en).
Le jeu de 1983 Terrahawks a été l'un des premiers jeux vidéo basés sur une émission de télévision.

## Jeux édités

### 1982
- J.D. Arcade pour ZX81 (3 jeux : UXB, Strategic Invaders, clone de Space Invaders, et Laser Patrol)
- Rescue pour ZX Spectrum

### 1983
- 3D Desert Patrol pour ZX Spectrum
- Alien Attack pour ZX81 (clone de Space Invaders)
- Alien Rain pour ZX81
- Alien Maze pour ZX Spectrum
- Caveman pour ZX Spectrum
- Crawler pour ZX Spectrum
- Derby Day pour ZX Spectrum et Commodore 64
- Draughts pour ZX Spectrum
- Escape from Manhattan pour ZX81
- Galactic Patrol pour ZX81
- Grand National pour ZX Spectrum
- Jackpot pour ZX Spectrum
- Lunar Rescue pour ZX Spectrum (clone de Lunar Rescue)
- One Day Cricket pour ZX Spectrum
- Outrider pour ZX81
- Pandemonia pour ZX Spectrum
- Ten 1K Games pour ZX81
- Test Match pour ZX Spectrum
- Zaraks pour ZX81